# Karl Neckermann
Karl Neckermann (né le 14 mars 1911 à Mannheim et mort le 7 mars 1984 dans cette même ville) est un athlète allemand, spécialiste des épreuves de sprint.

## Biographie
Il remporte la médaille d'or du relais 4 × 100 m lors des championnats d'Europe de 1938, en compagnie de Manfred Kersch, Gerd Hornberger et Jakob Scheuring.
Le 8 juillet 1939, il égale le record d'Europe du 100 m en établissant le temps de 10 s 3 à Berlin. Puis, le 29 juillet 1939, toujours à Berlin, il s'approprie le record d'Europe du 4 × 100 m avec Erich Borchmeyer, Gerd Hornberger et Jakob Scheuring, en 40 s 1.

### Palmarès
| Date | Compétition           | Lieu  | Résultat | Épreuve   | Performance |
| ---- | --------------------- | ----- | -------- | --------- | ----------- |
| 1938 | Championnats d'Europe | Paris | 1er      | 4 × 100 m | 40 s 9      |

### Records
| Épreuve | Performance | Lieu | Date |
| ------- | ----------- | ---- | ---- |
| 100 m   |             |      |      |
| 200 m   | 21 s 2      |      | 1939 |